# Crkvena umjetnost u Hrvatskoj
Crkvena likovna umjetnost služi kršćanskoj vjeri i bogoslužju te je prožeta i nadahnuta kršćanskim načelima. Kršćanska umjetnost na tlu Hrvatske počinje davno prije dolaska Hrvata i živi do danas.

## Antika i starohrvatska umjetnost
Odmah po svojem dolasku početkom 7. st. Hrvati su preuzimali antičku kulturu i umjetnost, ali prije svega kršćansku vjeru. Prve crkve su podizane kao kraljevske bogomolje, a kasnoantički utjecaj je bio najjači u Dalmaciji, zbog gustoće kasnoantičke urbanizacije. Sve one (desetak većih i stotinjak manjih) građene su od lomljenca, većinom su centralnog tipa (crkva Svetoga križa), dok su veće (crkva Svetog spasa) uglavnom uzdužne, jednobrodne ili trobrodne, s više polukružnih apsida. Najveća i najsloženija crkva kružne osnove iz 9. st. je crkva sv. Donata u Zadru, biser predromaničke arhitekture. Oltarne pregrade i prozori tih crkava bili su ukrašeni prozirnim, plitkim, vrpčastim ornamentom, koji po načinu kako su oblici na njima bili isprepleteni nazivamo pleterom. Ti pleteri su bili živo obojeni (crvenom, modrom i žutom), a jer se slike (koje se spominju u pisanim izvorima, npr. Splitski evanđelistar iz vremena 8. – 11. st.) nisu očuvale, oni su i jedini ostatci starohrvatskog slikarstva. Ponegdje je pleter zamijenjen prizorom s likovima iz evanđelja (kao u Sv. Nedjeljici u Zadru) ili života (kao Hrvatski kralj u Splitu) ili natpisom na hrvatskom pismu – glagoljici (Bašćanska ploča).

## Romanika i gotika
U ranoj romanici (11. st.), grade se monumentalni gradovi na obali Jadrana i trobrodne, troapsidalne bazilike, sa stupovima i lukovima arkada te drvenim stropovima, što ih uza svoje samostane grade benediktinci, koji dolaze iz Italije. Zadarska trobrodna katedrala sv. Stošije (13. st.) odlikuje se izvana nizom slijepih galerija na bočnom i prednjem pročelju, gdje ima i veliku rozetu, s radijalnim stupićima i trima portalima, dok se unutra smjenjuju snažniji i tanji nosači, što podupiru arkade. 
Najbolji primjeri romaničke skulpture su drvene vratnice splitske katedrale majstora Buvine i Portal Trogirske katedrale majstora Radovana (1240. g.). Potkraj 12. st. pojavljuje se pretežno u Dalmaciji nadgrobni kamen ("stećak", "mramor") s robusno i nekonvencionalno klesanim likovima, prizorima borba, lova i plesova. Takva plastika zamire s provalom Turaka, a sjeverno i južno područje Hrvatske razvijaju se arhitektonski i likovno odvojeno: sjeverno pod utjecajima srednjoeuropske, a južno pod utjecajem mediteranske, poglavito talijanske umjetnosti.
U gotici nastaju Zagrebačka katedrala s kaptolom, franjevačka crkva u Puli (1285.), zvonik splitske katedrale i klaustar franjevačkog samostana u Dubrovniku, Crkva sv. Marka u Zagrebu, župna crkva Gradeca (14. st), koja je barokizirana u 17. – 18. st. Najljepši primjeri gotičkog kiparstva su reljefi od pozlaćenog srebrnog lima na Škrinji Sv. Šimuna iz Zadra (1380. majstor iz Milana), zagrebački portal crkve Sv. Marka (15 st.), dok su druga djela rijetka, zbog prodora Turaka u 15. st. 
U Zagrebu iz tog doba imamo vrijedne iluminirane rukopise francuskog i bosanskog podrijetla. Iluminacija je dosegla visoku razinu u glagoljičkom Misalu vojvode Hrvoja (1407.), radu domaćeg majstora iz XV. st. To je i najznamenitiji naš rad te vrste, nastao zahvaljujući bosanskom vojvodi i hercegu splitskomu Hrvoju Vukčiću Hrvatiniću, uz Hvalov zbornik, splitske izrade – raskošan rukopis s brojnim minijaturama. 
Slikarstvo gotike nema mnogo spomenika. Najvažnije i najbolje očuvana djela su u Istri, npr. freskociklus Vincenta iz Kastva u crkvi Sv. Marije "na Škrilinah" blizu Berma (1474.). Likovi su voluminozni, trodimenzionalni u iluziji prostora, a osim brojnih prizora iz Kristova života na zapadnom zidu je Povorka mrtvaca, a na sjevernom Povorka konjanika i Poklonstvo Kraljeva. Slika Povorka mrtvaca (Ples smrti) humanistički je, kasnogotički prikaz teme koja će kasnije biti jako popularna u renesansi.

## Predrenesansa i renesansa
Hrvatska je u 15. i 16. st., kada u Europi cvate Renesansa, bila podijeljena u tri države, sjeverna Hrvatska u Austrijskom Carstvu, Dalmacija pod Mletačkom Republikom (osim Dubrovačke Republike), a Slavonija pod turskom okupacijom. U takvu ozračju će u južnoj Hrvatskoj procvasti društvena i crkvena arhitektura s jasnim utjecajem talijanske renesanse, ali opet originalna. U takvoj sredini, slobodnoj od dogmi i stege velikih središta, bila je Jurju Dalmatincu, 1441., omogućena gradnja katedrale sv. Jakova u Šibeniku, prema vlastitom projektu.
Šibenska katedrala je Nikolu Firentinca je inspirirala za prigradnju kapele bl. Ivana Trogirskoga (1468.) uz trogirsku katedralu, koja je, kao i šibenska katedrala, sastavljena od velikih blokova kamena izrazitom preciznošću. Uz suradnju s Jurjevim učenikom Andrijom Alešijem, Nikola je ostvario neviđeno jedinstveno sklada arhitekture i skulpture prema antičkim uzorima.
U renesansnom slikarstvu Hrvatske najveći prinos dali su dubrovački slikari Vicko Lovrin, Matko Junčić, Lovro Dobričević, Mihajlo Hamzić i Nikola Božidarević, koji su slikali oltarne triptihe i poliptihe s prvim primjenama portretnosti likova, duboke perspektive, pa i mrtvih priroda. Mnogi umjetnici prelaze u Italiju, gdje uče i nalaze mogućnosti za rad. Slikar koji je obilježio talijansku renesansu i bio jedan od začetnika manirizma bio je minijaturist Julije Klović, zvan i "Michelangelo minijature", učitelj slavnog El Greca. Među ostalim Schiavonima ističu se slikari Juraj Ćulinović, Andrija Medulić i bakrorezac Martin Kolumić-Rota.

## Barok i rokoko
U sjevernoj Hrvatskoj i, po oslobođenju, u Slavoniji niču brojna i vrijedna djela barokne umjetnosti – od urbanističkih projekata i velikih utvrda, do crkava, palača, stambenih zgrada i javnih spomenika. U crkvenoj arhitekturi kasni je barok reprezentiran u crkvi sv. Franje Ksaverskoga u Zagrebu, u Lepoglavi, Purgi kraj Lepoglave, Belcu, Trškom Vrhu, Bedekovčini, Daruvaru i dr., manje arhitektonski, a više s plastičnim radovima u drvu i kamenu, te iluzionističko-dekorativnim zidnim slikama (Ivan Ranger). Najraskošnije ukrašena crkva je, svakako, crkva sv. Marije Snježne u Belcu (1740.), u kojoj je unutarnji prostor oltara i propovjedaonice, potpuno ispunjen pozlaćenim bogatim skulpturama, oživio slikar Ivan Ranger iz Štajerske, i to baroknom pokrenutošću s plemenitom rokoko lakoćom i optimizmom vedrih boja. Ranger je raskošno oslikao i gotičku crkvu u Lepoglavi. 
Na jadranskom području glavni su spomenici barokne crkvene arhitekture u Dubrovniku (dubrovačka katedrala, crkve sv. Vlahe i sv. Ignacija); podignuti su u početku 18. st. kao varijanta rimskoga isusovačkoga, odnosno mletačkog baroka. Treba spomenuti i katedralu sv. Vida u Rijeci.
Tijekom 17. i 18. st. ponovno uklapanje Hrvatske u cjelinu hrvatskih zemalja pridonijelo je bogatoj likovnoj baštini. Zidno slikarstvo doživljava svoj procvat, a ističu se iluzionističke freske u crkvama sv. Marije u Samoboru, sv. Katarine u Zagrebu i u isusovačkoj crkvi sv. Ignacija u Dubrovniku. Crkvena plastika i oltarne slike pretežno se nabavljaju iz talijanskih radionica. Razmjena umjetnika između Hrvatske i Europe ne jenjava. Najveću slavu hrvatskomu slikarstvu u Europi pronio je slikar Federiko Benković, koji djeluje isključivo izvan domovine, u Italiji, Austriji i Njemačkoj, dok je najvažnija kiparska djela u hrvatskoj radio jedan Talijan – Francesco Robba. Njegovo najljepše i najpokretnije monumentalno djelo je mramorni oltar Kristova raspeća u crkvi Svetoga križa u Križevcima. Uz majstorski klesano tijelo Krista, postrance je i velika slika Žrtva Abrahamova, u izrazito dijagonalnoj kompoziciji, sva u pokretu nemirne napetosti, s različitim usmjerenjima udova i draperije. Među domaćim slikarima izbija individualnost Kokolje.

## Klasicizam i romantizam
Romantizam je u Hrvatskoj bio sentimentalan, nježan i umjeren – slika štedljivosti, skromnosti i jednostavnosti. Historicizam, glavna umjetnička odrednica u Hrvatskoj u 19. st., obilježen je gradnjom tri velika sakralna objekta: današnje konkatedrale sv. Petra i Pavla u Osijeku (1898.), neoromaničke katedrale u Đakovu (Karl Roesner i Friedrich Schmidt, 1882.) i neogotičkom pregradnjom zagrebačke katedrale, s pocakljenim krovištem i zvonicima od 105 m (Hermann Bollé, 1880. – 1902.). U neobaroknoj Zlatnoj dvorani današnjega Hrvatskog instituta za povijest svoje historicističke zidne kompozicije, uz ostale, izveo je i Bela Čikoš-Sesija (Pokrštenje Hrvata i Splitski sabor).

## Moderna i postmoderna
Protagonist moderne u arhitekturi, Viktor Kovačić, nastupa protiv historicizma i zastupa ideju da arhitektura mora biti individualna i suvremena te funkcionalna (crkva sv. Blaža u Zagrebu).
Stil u crkvenom graditeljstvu druge polovice 20. st. diskretno evocira neoklasicizam. Glavna odlika je postmoderna jednostavnost, ogoljenost i siromaštvo oblika, a potkraj 70-ih otvara se razdoblje prevlasti tzv. nedovršenih struktura. Na kraju 20. i poč. 21. st. gradi se niz crkava suvremene arhitekture, naročito u Zagrebu.

## Poveznice
- Kršćanska umjetnost
- Crkvena arhitektura u Hrvatskoj
- Crkvena drama
- Hrvatska umjetnost
- Likovna umjetnost u Hrvatskoj
- Antički portret u Hrvatskoj